# Panamakanalen
Panamakanalen er en menneskeskabt kanal i Panama, som forbinder Stillehavet og Atlanterhavet. Byggeriet var en af de største og mest besværlige ingeniøropgaver som nogensinde er udført, og kanalen har haft en enorm indflydelse på skibsfarten mellem de to oceaner. Den afløste den lange og farlige rute via Drakestrædet og Kap Horn ved sydspidsen af Sydamerika. Et skib som sejler fra New York til San Francisco via kanalen tilbagelægger 9.500 km, et godt stykke under halvdelen af de 22.500 km, som er distancen rundt om Kap Horn.
Selvom konceptet med en kanal daterer sig tilbage til tidligt i 1600-tallet, begyndte det første forsøg på at konstruere en kanal i 1880 under fransk lederskab. Efter at dette forsøg fejlede, og 21.900 arbejdere døde, blev projektet med at bygge en kanal overtaget og færdiggjort af USA i begyndelsen af 1900-tallet, og kanalen åbnede i 1914. Kanalen byggedes med hjælp af ingeniørtropper fra USA's hær og USA købte sig ret til at skulle administrere kanalen og et ca. 8 km bredt område på hver side af kanalen, Panamakanalzonen og sikrede sig derved at egne krigsskibe (og skibe generelt) kunne passere.
Bygningen af den 82 km lange kanal blev plaget af problemer, inklusive sygdom (specielt malaria og gul feber) og jordskred. Da kanalen stod færdig, anslås det at 27.500 arbejdere alt i alt havde mistet livet i de kombinerede franske og amerikanske anstrengelser.
Siden dens åbning har kanalen været en enorm succes og fortsætter med at være en hovedfærdselsåre for international maritim handel. Kanalen kan tage fartøjer lige fra små private yachter og op til store kommercielle skibe. Maksimalstørrelsen på de skibe som kan gå ind i kanalen, kaldes Panamax; en stadig voksende del af moderne skibe overskrider denne grænse, og er kendt som post-Panamax fartøjer.  Pr. 2024 er længdegrænsen 370m. En typisk passage, for et handelsskib gennem kanalen, tager omkring 9 timer. 14.011 fartøjer passerede igennem i 2005, med en samlet kapacitet på 278,8 millioner tons, dvs. et gennemsnit på næsten 40 fartøjer om dagen.
Mellem 2007 og juni 2016 blev kanalen udvidet. Dette skete ved at bygge to nye sæt sluser, parallelt med de eksisterende, samt uddybe eksisterende sluser. Dette gjorde, at kapaciteten blev fordoblet, samt at den øvre grænse for størrelsen på skibe blev udvidet og nu kaldtes New panamax.

## Historie
Efter bygningen af Suez-kanalen i Egypten var franskmændene sikre på, at de nok engang kunne forbinde to verdenshave med hinanden. Ferdinand de Lesseps, som var ansvarlig for bygningen af Suez-kanalen, blev først kontaktet angående byggeriet af den nye kanal i Panama, og arbejdet begyndte 1. januar 1880. Tekniske problemer og høj dødelighed, blandt andet pga. malaria, gul feber og andre tropesygdomme, tvang franskmændene til at opgive projektet.
USA's præsident, Theodore Roosevelt, var derimod sikker på, at amerikanerne kunne fuldføre projektet, og at kontrol over en kanal mellem Atlanterhavet og Stillehavet kunne være af både militær og politisk betydning. Han fik som udgangspunkt tilladelse af Colombia (som Panama den gang var en del af) til at fortsætte byggeriet; men aftalen blev ikke ratificeret. Derfor skabte det problemer, da Roosevelt bestemte sig for at hjælpe Panamas løsrivelsesbevægelse til et frit Panama, hvad landet også blev 3. november 1903.
Colombia gjorde ikke særlig modstand, da USA kom til Panama med sine krigsskibe. USA hævdede på sin side, at det kun var militærøvelser. Som tak for hjælpen fik USA fuld kontrol over kanalzonen den 23. februar 1904 for 10 millioner USD.
Den amerikanske præsident Woodrow Wilson fuldførte den sidste sprængning af Gamboa-diget den 10. oktober 1913, og kanalen var dermed færdig. Et stort antal vestindiske arbejdere havde arbejdet med kanalen, og det er anslået, at omkring 5.600 mennesker mistede livet under det amerikansk-ledede byggeri.
I 1977 besluttedes det, at Panamakanalen i sin helhed skulle overgå til Panama den 31. december 1999.
Da Panamakanalens kapacitetsgrænse efterhånden nærmer sig, vedtog Panama ved en folkeafstemning den 22. oktober 2006 en storstilet udvidelse af kanalen med et større, tredje spor der vil fordoble passagens kapacitet. Prisen for udvidelsen forventedes at blive 5,25 mia. USD, og den forventedes færdig i juni 2016. I 2007 startede arbejdet med at udvide kanalen med ekstra sluser således, at kanalens kapacitet kunne fordobles. Det første skib sejlede ind i den udvidede kanal den 26. juni 2016.

## Dimensioner
Panamakanalen er 77,1 km lang. Den har to afdelinger med sluser på Stillehavssiden, Miraflores- og Pedro Miguel-sluserne, og en, Gatun-sluserne, på Atlanterhavssiden. Hvert af de oprindelige slusekamre er 305 meter langt, 33,5 meter bredt og 26 meter dybt. Skibe, som skal gennem den oprindelige del af kanalen, kan ikke være mere end 294,13 meter lange og 32,31 meter brede, og største dybgang er 12,04 meter (tropisk ferskvand). Skibe som ligger i denne størrelseskategori kaldes for panamax. I 2016 indviedes en udvidelse, der gjorde det muligt for skibe på op til 370m at sejle igennem.
Kanalen har to løb sådan, at der kan gå skibe i begge retninger samtidig. Højdeforskellen fra havet til Gatunsøen er 26 meter. Der blev fjernet 14 gange mere masse, da Panamakanalen blev bygget, end ved byggeriet af Suez-kanalen.
På den atlantiske side har sluserne massive stålporte, som er 21 meter høje og vejer 745 ton hver; men de er alligevel så godt afbalancerede, at det kun kræver en 40 hk (30 kW) motor for at åbne og lukke dem. På Stillehavssiden, som kaldes Miraflores, er vandstanden 24 cm højere og har meget større tidevandsforskelle.

## Broer
Den første permanente bro over Panamakanalen var Puente de las Américas, som stod færdig i 1962. I 2004 blev den aflastet af Puente Centenario, og i 2012 blev kontrakten om en tredje permanent vejbro over kanalen underskrevet. De to første broer ligger henholdsvis lige op ad kanalens udmunding i Stillehavet samt omkring 15 km længere mod nord. Den tredje bro skal ligge i nærheden af udmundingen til Atlanterhavet.